# Salvador Mercado
Salvador Mercado (* 25. März 1969 in Mexiko-Stadt) ist ein ehemaliger mexikanischer Fußballspieler, der im Mittelfeld agierte.

## Leben
Mercado begann seine Laufbahn in der mexikanischen Primera División 1990 bei den Cobras Ciudad Juárez, mit denen er zwei Jahre später in die zweite Liga abstieg. Seine Stationen in den nächsten drei Jahren sind unsicher.
In der Saison 1996/96 stand er beim Neuling Atlético Celaya unter Vertrag, für den er insgesamt 28 Einsätze absolvierte und dabei acht Tore erzielte. Für die Toros kam er erstmals am achten Spieltag im Auswärtsspiel beim Club América (1:4) zum Einsatz. Vom 18. Spieltag (1:2 bei den Tecos UAG am 22. Dezember 1995) bis zu den Finalspielen gegen den Club Necaxa, die (nach 1:1 und 0:0) nur aufgrund der Auswärtstorregel verloren wurden, kam Mercado in jedem Spiel zum Einsatz und bestritt in der gesamten Saison – der Letzten, in der die Saison noch nicht in zwei Turniere geteilt war – insgesamt 28 Einsätze und 25 von ihnen über die volle Distanz.
Für die folgende Saison wechselte er zum mexikanischen Rekordmeister Chivas Guadalajara, mit dem er zwar ein Jahr später die Meisterschaft des Torneo Verano 1997, des Rückrundenturniers der Saison 1996/97, gewann, aber in der gesamten Saison lediglich vier kurzzeitige Einsätze absolvierte (also kein Spiel über die volle Distanz bestritt) und kein einziges Tor erzielte. Im Meisterturnier selbst kam er lediglich zu einem sechsminütigen Einsatz am ersten Spieltag bei den UNAM Pumas (1:2), als er sechs Minuten vor Abpfiff für Missael Espinoza eingewechselt wurde.
Die Saison 1997/98 absolvierte er bei den Tiburones Rojos Veracruz, für die er zwar 19 Mal zum Einsatz kam und ein Tor erzielte, aber am Saisonende zum zweiten Mal während seiner Laufbahn den Abstieg in die zweite Liga (in diesem Fall die Primera División 'A') hinnehmen musste. 
Später spielte Mercado noch einmal bei Atlético Celaya und beendete seine aktive Karriere 2004 beim US-Verein El Paso Patriots, für den er im Jahr 2007 noch einmal als Cheftrainer verantwortlich war.

## Erfolge
- Mexikanischer Meister: Verano 1997 (mit Chivas Guadalajara)
- Mexikanischer Vizemeister: 1995/96 (mit Atlético Celaya)